# Миницкий, Михаил Иванович
Михаил Иванович Миницкий (1772—1829) — российский контр-адмирал, командир Охотского порта, начальник Якутской области, командующий 3-й бригадой 3-й флотской дивизии Балтийского флота, почетный член Московского университета, автор книг по военно-морскому искусству.

## Биография
Родился в 1772 году в семье капитана первого ранга Ивана Миницкого, служившего в Комиссариатском департаменте Морского министерства.
В 1789 году окончил Императорский сухопутный шляхетский кадетский корпус в Санкт-Петербурге, но так же, как и его брат Степан Миницкий, выпускник Морского кадетского шляхетского корпуса, посвятил всю жизнь морю.
В 1790 году плавал на фрегате «Охранительный» и участвовал в Биоркском сражении 22 июня 1790 года во время войны со Швецией 1788—1790 годов.
В 1792 году переведён с Балтийского на Черноморский флот, командовал в 1797 году габарой Платон, а через восемь лет, в 1800 году переведён обратно на Балтийский флот.
В 1802 году, в числе двенадцати избранных офицеров, вместе с Василием Головниным и Петром Рикордом был послан на службу в английский флот волонтером, для усовершенствования в морском деле на практике. Вернулся в Россию в 1806 году.

## Командир Охотского порта
В 1808 назначен командиром Охотского порта.
В этой должности М. И. Миницкий показал себя энергичным и заботливым начальником, преобразившим деятельность Охотского порта и жизнь своих подчинённых. Открытие училища для детей служителей, строительство нового храма, организация общественного лова рыбы, выписка газет и журналов — и даже установка бильярда для господ офицеров, всё это освещено в «Журнале…». В 1814 году «…к осени учреждён был малой театр и в продолжении зимних месяцов, каждое воскресение, представляли комедии для увеселения всех обретавшихся в Охотском Порте…».
В 1811—1813 годах принимал деятельное участие в разрешении мирным путём русско-японского конфликта, возникшего в результате пленения капитана В. М. Головнина и его товарищей, помогая П. И. Рикорду как в подготовке спасательных экспедиций, так и в составлении официального письма, требуемого японцами для освобождения пленников.
В июле 1816 года Михаил Иванович был назначен начальником Якутской области.
С 1821 по 1825 год находился в отпуске по состоянию здоровья.

## Служба на Балтийском флоте
В 1827 году назначен вице-директором Инспекторского департамента.
 В этом же году ему присвоено звание контр-адмирала.

В 1828 году командовал 3-й бригадой 3-й флотской дивизии Балтийского флота.

Умер в 1829 году.

## Сочинения
- «Журнал, ведённый в продолжение служения в Охотском Порте с 1809-го по 1818 год»
- «О порядке производства работ при вооружении кораблей для плавания по морям» / Сост. флота кап. 1-го ранга Миницким. — Санкт-Петербург: Мор. тип., 1826. — 108 с.
- «О действиях орудиями на кораблях, при сражении с неприятелем» / Сост. контр-адм. Миницким. — Санкт-Петербург: тип. И. Глазунова, 1828. — 23 с.
- «Описание знаменитейших сражений английского флота. С прибавлением некоторых выписок и замечаний» / Пер. с англ. и [доп.] контр-адм. Миницким. — Санкт-Петербург: тип. И. Глазунова, 1829. — 73 с.